# Chaetodipus rudinoris
Chaetodipus rudinoris là một loài động vật có vú trong họ Chuột kangaroo, bộ Gặm nhấm. Loài này được Elliot mô tả năm 1903.